# P.A.O.K.
판테살로니케이오스 아틀리티코스 오밀로스 콘스탄티누폴리톤(그리스어: Πανθεσσαλονίκειος Αθλητικός Όμιλος Κωνσταντινοπολιτών, "콘스탄티노플인들의 범테살로니키 체육 클럽") 은 줄여서 파오크 (그리스어: ΠΑΟΚ)로 알려진 그리스 테살로니키의 스포츠 클럽이다. 이 클럽에는 여러 부서를 두고 있는데, 축구, 농구, 배구, 핸드볼, 수구, 수영, 레슬링, 아이스하키, 그리고 역도부가 있다. PAOK는 1926년에 창단되었다. 클럽 문양으로 인해, "북쪽의 쌍두독수리"라는 별칭을 획득했는데, 이는 AEK의 별칭인 "남쪽의 쌍두독수리"와 대조되는 별칭이다.